# Список птахів Багамських Островів
Це перелік видів птахів, зафіксованих на території Багамських Островів. Авіфауна Багамських Островів налічує загалом 380 видів, з яких 7 видів є ендемічними, 21 вид був інтродукований людьми. 209 видів є рідкісними або випадковими. 2 види з перерахованих вимели (зокрема один ендемічний вид), і ще 2 види були знищені на території країни.

## Позначки
Наступні теги використані для виділення деяких категорій птахів.
- (А) Випадковий — вид, який рідко або випадково трапляється на Багамських Островах
- (E) Ендемічий — вид, який є ендеміком Багамських Островів
- (I) Інтродукований — вид, інтродукований на Багамські Острови
- (Ex) Вимерлий — вид, який мешкав на Багамських Островів, однак повністю вимер
- (Er) Локально вимерлий — вид, який більше не трапляється на Багамських Островах, хоча його популяції існують в інших місцях

## Гусеподібні(Anseriformes)
Родина: Качкові (Anatidae)
- Свистач червонодзьобий, Dendrocygna autumnalis (A)
- Свистач кубинський, Dendrocygna arborea
- Свистач рудий, Dendrocygna bicolor (A)
- Гуска біла, Anser caerulescens (A)
- Гуска Росса, Anser rossii (A)
- Гуска білолоба, Anser albifrons (A)
- Казарка чорна, Branta bernicla (A)
- Казарка канадська, Branta canadensis (A)
- Каргарка нільська, Alopochen aegyptiaca (I)
- Качка мускусна, Cairina moschata
- Каролінка, Aix sponsa (A)
- Чирянка блакитнокрила, Spatula discors
- Чирянка руда, Spatula cyanoptera (A)
- Широконіска північна, Spatula clypeata (A)
- Нерозень, Mareca strepera (A)
- Свищ євразійський, Mareca penelope (A)
- Свищ американський, Mareca americana (A)
- Крижень звичайний, Anas platyrhynchos
- Крижень американський, Anas rubripes (A)
- Крижень флоридський, Anas fulvigula (A)
- Шилохвіст білощокий, Anas bahamensis
- Шилохвіст північний, Anas acuta (A)
- Чирянка американська, Anas carolinensis (A)
- Попелюх довгодзьобий, Aythya valisineria (A)
- Попелюх американський, Aythya americana (A)
- Чернь канадська, Aythya collaris
- Чернь морська, Aythya marila (A)
- Чернь американська, Aythya affinis
- Турпан горбатодзьобий, Melanitta deglandi (A)
- Гоголь малий, Bucephala albeola (A)
- Крех жовтоокий, Lophodytes cucullatus (A)
- Крех середній, Mergus serrator (A)
- Савка маскова, Nomonyx dominicus (A)
- Савка американська, Oxyura jamaicensis (A)

## Куроподібні(Galliformes)
Родина: Токрові (Odontophoridae)
- Перепелиця віргінська, Colinus virginianus (I)

Родина: Фазанові (Phasianidae)
- Фазан звичайний, Phasianus colchicus (I)
- Павич звичайний, Pavo cristatus (I)
- Курка банківська, Gallus gallus (I)

## Фламінгоподібні(Phoenicopteriformes)
Родина: Фламінгові (Phoenicopteridae)
- Фламінго червоний, Phoenicopterus ruber

## Пірникозоподібні(Podicipediformes)
Родина: Пірникозові (Podicipedidae)
- Пірникоза домініканська, Tachybaptus dominicus
- Пірникоза рябодзьоба, Podilymbus podiceps
- Пірникоза сірощока, Podiceps grisegena (A)
- Пірникоза чорношия, Podiceps nigricollis (A)

## Голубоподібні(Columbiformes)
Родина: Голубові (Columbidae)
- Голуб сизий, Columba livia (I)
- Голуб пурпуровошиїй, Patagioenas squamosa (A)
- Голуб карибський, Patagioenas leucocephala
- Streptopelia roseogrisea(інші мови) (I)
- Горлиця садова, Streptopelia decaocto (I)
- Талпакоті строкатоголовий, Columbina passerina
- Голубок зеленоголовий, Geotrygon chrysia
- Голубок білощокий, Geotrygon mystacea
- Горличка ямайська, Leptotila jamaicensis (I)
- Zenaida asiatica(інші мови)
- Zenaida aurita(інші мови)
- Зенаїда північна, Zenaida macroura

## Зозулеподібні(Cuculiformes)
Родина: Зозулеві (Cuculidae)
- Ані товстодзьобий, Crotophaga ani
- Кукліло північний, Coccyzus americanus
- Кукліло мангровий, Coccyzus minor
- Кукліло чорнодзьобий, Coccyzus erythropthalmus (A)
- Coccyzus merlini (A)

## Дрімлюгоподібні(Caprimulgiformes)
Родина: Дрімлюгові (Caprimulgidae)
- Анаперо віргінський, Chordeiles minor (A)
- Анаперо антильський, Chordeiles gundlachii
- Дрімлюга каролінський, Antrostomus carolinensis (A)

## Серпокрильцеподібні(Apodiformes)
Родина: Серпокрильцеві (Apodidae)
- Голкохвіст східний, Chaetura pelagica (A)
- Серпокрилець-крихітка антильський, Tachornis phoenicobia (A)

Родина: Колібрієві (Trochilidae)
- Колібрі-манго зеленогрудий, Anthracothorax prevostii
- Колібрі рубіновогорлий, Archilochus colubris (A)
- Колібрі-аметист багамський, Nesophlox evelynae (E)
- Колібрі-аметист інагуанський, Nesophlox lyrura (E)
- Колібрі-крихітка вогнистий, Selasphorus rufus (A)
- Колібрі-смарагд кубинський, Riccordia ricordii
- Колібрі-смарагд винногрудий, Riccordia bracei (E) (Ex)

## Журавлеподібні(Gruiformes)
Родина: Пастушкові (Rallidae)
- Пастушок узбережний, Rallus crepitans
- Пастушок віргінський, Rallus limicola (A)
- Погонич каролінський, Porzana carolina
- Курочка латиноамериканська, Gallinula galeata
- Лиска американська, Fulica americana
- Султанка американська, Porphyrio martinica
- Погонич-пігмей жовтий, Coturnicops noveboracensis (A)
- Погонич американський, Laterallus jamaicensis

Родина: Арамові (Aramidae)
- Арама, Aramus guarauna

Родина: Журавлеві (Gruidae)
- Журавель канадський, Antigone canadensis (A)

## Сивкоподібні(Charadriiformes)
Родина: Лежневі (Burhinidae)
- Лежень американський, Burhinus bistriatus (A)

Родина: Чоботарові (Recurvirostridae)
- Himantopus mexicanus
- Чоботар американський, Recurvirostra americana (A)

Родина: Куликосорокові (Haematopodidae)
- Кулик-сорока американський, Haematopus palliatus

Родина: Сивкові (Charadriidae)
- Чайка чубата, Vanellus vanellus (A)
- Сивка морська, Pluvialis squatarola
- Сивка американська, Pluvialis dominica (A)
- Сивка бурокрила, Pluvialis fulva (A)
- Пісочник крикливий, Charadrius vociferus
- Пісочник канадський, Charadrius semipalmatus
- Пісочник жовтоногий, Charadrius melodus
- Пісочник довгодзьобий, Charadrius wilsonia
- Пісочник американський, Charadrius nivosus

Родина: Баранцеві (Scolopacidae)
- Бартрамія, Bartramia longicauda (A)
- Кульон гудзонський, Numenius hudsonicus (A)
- Кульон великий, Numenius arquata (A)
- Грицик канадський, Limosa haemastica (A)
- Грицик чорнохвостий, Limosa fedoa
- Крем'яшник звичайний, Arenaria interpres
- Побережник ісландський, Calidris canutus (A)
- Брижач, Calidris pugnax (A)
- Побережник довгоногий, Calidris himantopus (A)
- Побережник білий, Calidris alba
- Побережник чорногрудий, Calidris alpina (A)
- Побережник-крихітка, Calidris minutilla
- Побережник білогрудий, Calidris fuscicollis (A)
- Жовтоволик, Calidris subruficollis (A)
- Побережник арктичний, Calidris melanotos (A)
- Побережник тундровий, Calidris pusilla
- Побережник аляскинський, Calidris mauri
- Неголь короткодзьобий, Limnodromus griseus
- Неголь довгодзьобий, Limnodromus scolopaceus (A)
- Gallinago delicata
- Набережник плямистий, Actitis macularia
- Коловодник малий, Tringa solitaria (A)
- Коловодник жовтоногий, Tringa flavipes
- Коловодник американський, Tringa semipalmata
- Коловодник строкатий, Tringa melanoleuca
- Плавунець довгодзьобий, Phalaropus tricolor (A)
- Плавунець круглодзьобий, Phalaropus lobatus (A)
- Плавунець плоскодзьобий, Phalaropus fulicarius (A)

Родина: Поморникові (Stercorariidae)
- Поморник середній, Stercorarius pomarinus (A)
- Поморник короткохвостий, Stercorarius parasiticus (A)
- Поморник довгохвостий, Stercorarius longicaudus (A)

Родина: Алькові (Alcidae)
- Люрик, Alle alle (A)

Родина: Мартинові (Laridae)
- Мартин трипалий, Rissa tridactyla (A)
- Мартин канадський, Chroicocephalus philadelphia (A)
- Мартин звичайний, Chroicocephalus ridibundus (A)
- Leucophaeus atricilla
- Мартин ставковий, Leucophaeus pipixcan (A)
- Мартин делаверський, Larus delawarensis
- Мартин американський, Larus smithsonianus (V)
- Мартин чорнокрилий, Larus fuscus (A)
- Мартин морський, Larus marinus (A)
- Крячок бурий, Anous stolidus
- Крячок білий, Gygis alba (A)
- Крячок строкатий, Onychoprion fuscata
- Крячок бурокрилий, Onychoprion anaethetus
- Крячок карибський, Sternula antillarum
- Крячок чорнодзьобий, Gelochelidon nilotica
- Крячок каспійський,  Hydroprogne caspia (A)
- Крячок чорний, Chlidonias niger (A)
- Крячок білокрилий, Chlidonias leucopterus (A)
- Крячок білощокий, Chlidonias hybrida (A)
- Крячок рожевий, Sterna dougallii
- Крячок річковий, Sterna hirundo (A)
- Крячок полярний, Sterna paradisaea (A)
- Крячок неоарктичний, Sterna forsteri (A)
- Крячок королівський, Thalasseus maxima
- Крячок рябодзьобий, Thalasseus sandvicensis
- Водоріз американський, Rynchops niger (A)

## Фаетоноподібні(Phaethontiformes)
Родина: Фаетонові (Phaethontidae)
- Фаетон білохвостий, Phaethon lepturus
- Фаетон червонодзьобий, Phaethon aethereus

## Буревісникоподібні(Procellariiformes)
Родина: Альбатросові (Diomedeidae)
- Альбатрос чорнобровий, Thalassarche melanophris (A)

Родина: Океанникові (Oceanitidae)
- Океанник Вільсона, Oceanites oceanicus

Родина: Качуркові (Hydrobatidae)
- Качурка північна, Hydrobates leucorhous (A)
- Качурка мадерійська, Hydrobates castro (A)

Родина: Буревісникові (Procellariidae)
- Буревісник кочівний, Fulmarus glacialis (A)
- Тайфунник тринідадський, Pterodroma arminjoniana (A)
- Тайфунник бермудський, Pterodroma cahow (A)
- Тайфунник кубинський, Pterodroma hasitata (A)
- Calonectris diomedea (A)
- Буревісник сивий, Ardenna griseus (A)
- Буревісник великий, Ardenna gravis (A)
- Буревісник малий, Puffinus puffinus (A)
- Буревісник екваторіальний, Puffinus lherminieri
- Буревісник канарський, Puffinus baroli

## Лелекоподібні(Ciconiiformes)
Родина: Лелекові (Ciconiidae)
- Міктерія, Mycteria americana (A)

## Сулоподібні(Suliformes)
Родина: Фрегатові (Fregatidae)
- Фрегат карибський, Fregata magnificens

Родина: Сулові (Sulidae)
- Сула жовтодзьоба, Sula dactylatra (A)
- Сула білочерева, Sula leucogaster
- Сула червононога, Sula sula (A)
- Сула атлантична, Morus bassanus (A)

Родина: Змієшийкові (Anhingidae)
- Змієшийка американська, Anhinga anhinga (A)

Родина: Бакланові (Phalacrocoracidae)
- Баклан вухатий, Nannopterum auritum
- Баклан бразильський, Nannopterum brasilianum

## Пеліканоподібні(Pelecaniformes)
Родина: Пеліканові (Pelecanidae)
- Пелікан рогодзьобий, Pelecanus erythrorhynchos (A)
- Пелікан бурий, Pelecanus occidentalis

Родина: Чаплеві (Ardeidae)
- Бугай американський, Botaurus lentiginosus (A)
- Бугайчик американський, Ixobrychus exilis (A)
- Чапля північна, Ardea herodias
- Чепура велика, Ardea alba
- Чепура американська, Egretta thula
- Чепура блакитна, Egretta caerulea
- Чепура трибарвна, Egretta tricolor
- Чепура рудошия, Egretta rufescens
- Чапля єгипетська, Bubulcus ibis
- Чапля зелена, Butorides virescens
- Квак звичайний, Nycticorax nycticorax (A)
- Квак чорногорлий, Nyctanassa violacea

Родина: Ібісові (Threskiornithidae)
- Ібіс білий, Eudocimus albus
- Коровайка бура, Plegadis falcinellus (A)
- Косар рожевий, Platalea ajaja

## Катартоподібні(Cathartiformes)
Родина: Катартові (Cathartidae)
- Урубу, Coragyps atratus (A)
- Катарта червоноголова, Cathartes aura

## Яструбоподібні(Accipitriformes)
Родина: Скопові (Pandionidae)
- Скопа, Pandion haliaetus (A)

Родина: Яструбові (Accipitridae)
- Elanoides forficatus(інші мови) (A)
- Лунь американський, Circus hudsonius (A)
- Яструб неоарктичний, Accipiter striatus
- Шуліка чорний, Milvus migrans (A)
- Орлан білоголовий, Haliaeetus leucocephalus (A)
- Канюк прерієвий, Buteo swainsoni (A)
- Канюк неоарктичний, Buteo jamaicensis

## Совоподібні(Strigiformes)
Родина: Сипухові (Tytonidae)
- Сипуха крапчаста, Tyto alba

Родина: Совові (Strigidae)
- Сич американський, Athene cunicularia
- Сова болотяна, Asio flammeus (A)
- Сич північний, Aegolius acadicus (A)

## Сиворакшоподібні(Coraciiformes)
Родина: Рибалочкові (Alcedinidae)
- Рибалочка-чубань північний, Megaceryle alcyon

## Дятлоподібні(Piciformes)
Родина: Дятлові (Picidae)
- Melanerpes superciliaris(інші мови)
- Дятел-смоктун жовточеревий, Sphyrapicus varius
- Дятел волохатий, Dryobates villosus
- Декол золотистий, Colaptes auratus (A)
- Colaptes fernandinae(інші мови) (A)

## Соколоподібні(Falconiformes)
Родина: Соколові (Falconidae)
- Боривітер американський, Falco sparverius
- Підсоколик малий, Falco columbarius
- Сапсан, Falco peregrinus

## Папугоподібні(Psittaciformes)
Родина: Папугові (Psittacidae)
- Калита сіроволий, Myiopsitta monachus (I) (Er)
- Араурана, Ara ararauna (I)
- Тіріка амазонійський, Brotogeris versicolurus (A)
- Хірірі, Brotogeris chiriri (A)
- Амазон кубинський, Amazona leucocephala

Родина: Psittaculidae
- Нерозлучник рожевощокий, Agapornis roseicollis (I) (A)

## Горобцеподібні(Passeriformes)
Родина: Тиранові (Tyrannidae)
- Копетон світлочеревий, Myiarchus cinerascens (A)
- Копетон чубатий, Myiarchus crinitus (A)
- Копетон блідий, Myiarchus tyrannulus (A)
- Копетон кубинський, Myiarchus sagrae
- Копетон острівний, Myiarchus stolidus
- Тиран західний, Tyrannus verticalis (A)
- Тиран королівський, Tyrannus tyrannus (A)
- Тиран сірий, Tyrannus dominicensis
- Тиран темноголовий, Tyrannus caudifasciatus
- Тиран кубинський, Tyrannus cubensis (Er)
- Тиран мексиканський, Tyrannus forficatus (A)
- Піві північний, Contopus cooperi (A)
- Піві лісовий, Contopus virens (A)
- Піві карибський, Contopus caribaeus
- Піві гаїтянський, Contopus hispaniolensis (A)
- Піві-малюк оливковий, Empidonax virescens (A)
- Піві-малюк вільховий, Empidonax alnorum (A)
- Піві-малюк вербовий, Empidonax traillii (A)
- Піві-малюк сизий, Empidonax minimus (A)
- Sayornis phoebe(інші мови) (A)

Родина: Віреонові (Vireonidae)
- Віреон білоокий, Vireo griseus (A)
- Віреон товстодзьобий, Vireo crassirostris
- Віреон короткокрилий, Vireo bellii (A)
- Віреон жовтогорлий, Vireo flavifrons (A)
- Віреон сизоголовий, Vireo solitarius (A)
- Віреон цитриновий, Vireo philadelphicus (A)
- Віреон світлобровий, Vireo gilvus (A)
- Віреон червоноокий, Vireo olivaceus
- Віреон чорновусий, Vireo altiloquus

Родина: Сорокопудові (Laniidae)
- Сорокопуд американський, Lanius ludovicianus

Родина: Воронові (Corvidae)
- Ворона американська, Corvus brachyrhynchos (A)
- Corvus nasicus (A)
- Ворона берегова, Corvus ossifragus (A)

Родина: Жайворонкові (Alaudidae)
- Жайворонок рогатий, Eremophila alpestris (A)

Родина: Ластівкові (Hirundinidae)
- Ластівка берегова, Riparia riparia (A)
- Білозорка річкова, Tachycineta bicolor (A)
- Білозорка багамська, Tachycineta cyaneoviridis
- Ластівка північна, Stelgidopteryx serripennis (A)
- Щурик пурпуровий, Progne subis (A)
- Щурик кубинський, Progne cryptoleuca (A)
- Щурик антильський, Progne dominicensis (A)
- Ластівка сільська, Hirundo rustica
- Ясківка білолоба, Petrochelidon pyrrhonota (A)
- Ясківка печерна, Petrochelidon fulva

Родина: Золотомушкові (Regulidae)
- Золотомушка рубіновочуба, Corthylio calendula (A)

Родина: Омелюхові (Bombycillidae)
- Омелюх американський, Bombycilla cedrorum (A)

Родина: Повзикові (Sittidae)
- Повзик багамський, Sitta insularis (E)

Родина: Комароловкові (Polioptilidae)
- Комароловка сиза, Polioptila caerulea

Родина: Воловоочкові (Troglodytidae)
- Волоочко співоче, Troglodytes aedon (A)
- Овад осоковий, Cistothorus stellaris (A)

Родина: Пересмішникові (Mimidae)
- Пересмішник сірий, Dumetella carolinensis
- Пересмішник жовтодзьобий, Margarops fuscatus
- Тремблер прямодзьобий, Toxostoma rufum (A)
- Пересмішник карибський, Mimus gundlachii
- Пересмішник багатоголосий, Mimus polyglottos

Родина: Шпакові (Sturnidae)
- Шпак звичайний, Sturnus vulgaris (I)
- Майна індійська, Acridotheres tristis (I)

Родина: Дроздові (Turdidae)
- Блакитник східний, Sialia sialis (A)
- Дрізд-короткодзьоб бурий, Catharus fuscescens (A)
- Дрізд-короткодзьоб малий, Catharus minimus (A)
- Дрізд-короткодзьоб Свенсона, Catharus ustulatus (A)
- Дрізд-короткодзьоб плямистоволий, Catharus guttatus (A)
- Дрізд лісовий, Hylocichla mustelina (A)
- Дрізд мандрівний, Turdus migratorius (A)
- Дрізд карибський, Turdus plumbeus

Родина: Мухоловкові (Muscicapidae)
- Кам'янка звичайна, Oenanthe oenanthe (A)

Родина: Астрильдові (Estrildidae)
- Мунія іржаста, Lonchura punctulata (I) (A)
- Мунія трибарвна, Lonchura malacca (I) (A)

Родина: Горобцеві (Passeridae)
- Горобець хатній, Passer domesticus (I)

Родина: Плискові (Motacillidae)
- Щеврик американський, Anthus rubescens (A)
- Щеврик прерієвий, Anthus spragueii (вразливий) (A)

Родина: В'юркові (Fringillidae)
- Чиж золотий, Spinus tristis (A)

Родина: Calcariidae
- Подорожник лапландський, Calcarius lapponicus (A)
- Пуночка снігова, Plectrophenax nivalis (A)

Родина: Passerellidae
- Багновець прерієвий, Ammodramus savannarum (A)
- Потюк, Chondestes grammacus (A)
- Карнатка білоброва, Spizella passerina (A)
- Карнатка бліда, Spizella pallida (A)
- Юнко сірий, Junco hyemalis (A)
- Бруант білобровий, Zonotrichia leucophrys (A)
- Бруант білогорлий, Zonotrichia albicollis (A)
- Вівсянка польова, Pooecetes gramineus
- Вівсянка саванова, Passerculus sandwichensis
- Пасовка співоча, Melospiza melodia
- Пасовка вохриста, Melospiza lincolnii (A)
- Пасовка болотяна, Melospiza georgiana (A)

Родина: Spindalidae
- Танагра антильська, Spindalis zena

Родина: Icteriidae
- Іктерія, Icteria virens (A)

Родина: Трупіалові (Icteridae)
- Тордо жовтоголовий, Xanthocephalus xanthocephalus (A)
- Гоглу, Dolichonyx oryzivorus
- Трупіал багамський, Icterus northropi (E)
- Трупіал садовий, Icterus spurius
- Трупіал золотощокий, Icterus bullockii (A)
- Трупіал балтиморський, Icterus galbula (A)
- Вашер синій, Molothrus bonariensis (A)
- Вашер буроголовий, Molothrus ater (A)
- Еполетник червоноплечий, Agelaius phoeniceus
- Гракл пурпуровошиїй, Quiscalus quiscula (A)
- Гракл прибережний, Quiscalus major (A)

Родина: Піснярові (Parulidae)
- Смугастоволець оливковий, Seiurus aurocapilla
- Пісняр-борсучок, Helmitheros vermivorum
- Смугастоволець білобровий, Parkesia motacilla (A)
- Смугастоволець річковий, Parkesia noveboracensis
- Червоїд жовтий, Vermivora bachmanii (Ex)
- Червоїд золотокрилий, Vermivora chrysoptera (A)
- Червоїд жовтоголовий, Vermivora cyanoptera (A)
- Пісняр строкатий, Mniotilta varia
- Пісняр жовтий, Protonotaria citrea (A)
- Пісняр бурий, Limnothlypis swainsonii (A)
- Червоїд світлобровий, Leiothlypis peregrina (A)
- Червоїд оливковий, Leiothlypis celata (A)
- Червоїд сіроголовий, Leiothlypis ruficapilla (A)
- Червоїд жовтоволий, Leiothlypis virginiae (A)
- Цитринка сіровола, Oporornis agilis (A)
- Цитринка чорновола, Geothlypis philadelphia (A)
- Цитринка жовтогорла, Geothlypis formosa (A)
- Жовтогорлик багамський, Geothlypis rostrata (E)
- Жовтогорлик північний, Geothlypis trichas
- Болотянка чорногорла, Setophaga citrina (A)
- Пісняр горихвістковий, Setophaga ruticilla
- Пісняр-лісовик мічиганський, Setophaga kirtlandii
- Setophaga tigrina
- Пісняр-лісовик блакитний, Setophaga cerulea (A)
- Пісняр північний, Setophaga americana
- Пісняр-лісовик канадський, Setophaga magnolia
- Пісняр-лісовик каштановий, Setophaga castanea (A)
- Пісняр-лісовик рудоволий, Setophaga fusca (A)
- Пісняр-лісовик золотистий, Setophaga petechia
- Пісняр-лісовик рудобокий, Setophaga pensylvanica (A)
- Пісняр-лісовик білощокий, Setophaga striata
- Пісняр-лісовик сизий, Setophaga caerulescens
- Пісняр-лісовик рудоголовий, Setophaga palmarum
- Пісняр-лісовик кубинський, Setophaga pityophila
- Пісняр-лісовик сосновий, Setophaga pinus
- Пісняр-лісовик жовтогузий, Setophaga coronata
- Пісняр-лісовик чорнощокий, Setophaga dominica
- Пісняр-лісовик багамаський, Setophaga flavescens (E)
- Пісняр-лісовик прерієвий, Setophaga discolor
- Пісняр-лісовик західний, Setophaga townsendi (A)
- Пісняр-лісовик чорногорлий, Setophaga virens (A)
- Болотянка строкатовола, Cardellina canadensis (A)
- Болотянка мала, Cardellina pusilla (A)

Родина: Кардиналові (Cardinalidae)
- Піранга пломениста, Piranga rubra (A)
- Піранга кармінова, Piranga olivacea (A)
- Піранга жовтогуза, Piranga ludoviciana
- Кардинал червоний, Cardinalis cardinalis (I)
- Кардинал-довбоніс червоноволий, Pheucticus ludovicianus (A)
- Скригнатка синя, Passerina caerulea (A)
- Скригнатка індигова, Passerina cyanea
- Скригнатка райдужна, Passerina ciris
- Лускун, Spiza americana (A)

Родина: Саякові (Thraupidae)
- Цереба, Coereba flaveola
- Потрост кубинський, Phonipara canora (I)
- Потрост золотогорлий, Tiaris olivaceus (I)
- Вівсянка-снігурець велика, Melopyrrha violacea
- Потрост чорноволий, Melanospiza bicolor